# Lepidothrix serena
A Lepidothrix serena a madarak osztályának verébalakúak (Passeriformes) rendjébe és a piprafélék (Pipridae) családjába tartozó faj.

## Rendszerezése
A fajt Carl von Linné svéd természettudós írta le 1766-ban, a Pipra nembe Pipra serena néven.

## Előfordulása
Dél-Amerika északi részén, Brazília, Francia Guyana, Guyana és Suriname területén honos. Természetes élőhelyei a szubtrópusi és trópusi síkvidéki esőerdők.

## Megjelenése
Testhossza 9 centiméter.

## Életmódja
Kisebb gyümölcsökkel és rovarokkal táplálkozik.

## Természetvédelmi helyzete
Az elterjedési területe elég nagy, egyedszáma pedig stabil. A Természetvédelmi Világszövetség Vörös listáján nem fenyegetett fajként szerepel.